# Mercedes Moné
 (juin 2021).
Pour les articles homonymes, voir Banks et Ton.
Mercedes Kaestner-Varnado (née le 26 janvier 1992 à Fairfield (Californie)) est une catcheuse (lutteuse professionnelle) américaine. Elle travaille actuellement à la All Elite Wrestling, sous le nom de Mercedes Moné, où elle est l'actuelle championne TBS et championne de la CMLL.
Elle est aussi connue pour son travail à la World Wrestling Entertainment entre 2012 et 2022, sous le nom de Sasha Banks.
Elle commence sa carrière sous le nom de Mercedes KV en 2010 avant de signer un contrat avec la WWE en août 2012. Là-bas, elle continue son apprentissage à la NXT où elle devient Championne de la NXT.
Son affrontement contre Bayley lors de NXT TakeOver: Respect en octobre 2015 a marqué l'histoire en devenant le premier match féminin à être en tête d'affiche d'un NXT TakeOver. Il s'agissait également du premier Iron Woman match de l'histoire de la WWE, et à l'époque, c'était le match féminin le plus long de l'histoire de la WWE, durant 30 minutes. Ce combat a été élu Match de l'Année par le magazine Pro Wrestling Illustrated (PWI), et Varnado a également été élue Femme de l'Année par le même magazine.
En 2015, Varnado a été promue dans la division principale de la WWE, où elle a remporté le championnat féminin de Raw à cinq reprises. En 2016, aux côtés de Charlotte Flair, elle est devenue la première femme à être en tête d'affiche d'un événement pay-per-view de la WWE, la première à participer à un match Hell in a Cell, et la première à remporter le prix de la Feud of the Year décerné par le PWI. En 2019, elle a remporté le tout premier championnat par équipe féminin de la WWE avec sa partenaire Bayley, lors du pay-per-view Elimination Chamber. En 2020, elle a décroché le championnat féminin de SmackDown lors du pay-per-view Hell in a Cell, réalisant ainsi le Grand Chelem féminin et le Triple Crown. Cette année-là, elle a été nommée Catcheuse de l'Année par Sports Illustrated. À WrestleMania 37, Sasha Banks et son adversaire Bianca Belair ont inscrit leur nom dans l'histoire en devenant les deux premières femmes noires à être en tête d'affiche de WrestleMania. Après des problèmes créatifs en 2022, Varnado a quitté la WWE et n'a pas réussi à négocier un nouveau contrat. Elle a fait ses débuts à la NJPW/Stardom lors de Wrestle Kingdom 17 en janvier 2023, adoptant le nom de ring Mercedes Moné.
En dehors de la lutte, elle incarne le personnage récurrent de Koska Reeves dans les deuxième et troisième saisons de la série Disney+ dérivée de Star Wars intitulée The Mandalorian.

## Jeunesse
Kaestner-Varnado est fan de catch depuis ses 10 ans. Elle a toujours voulu être la version féminine de l'ancien catcheur Eddie Guerrero, qu'elle présente comme sa plus grande influence. Elle grandit à Fairfield puis en Iowa, au Minnesota et enfin à Boston.

## Carrière

### Chaotic Wrestling (2010-2012)

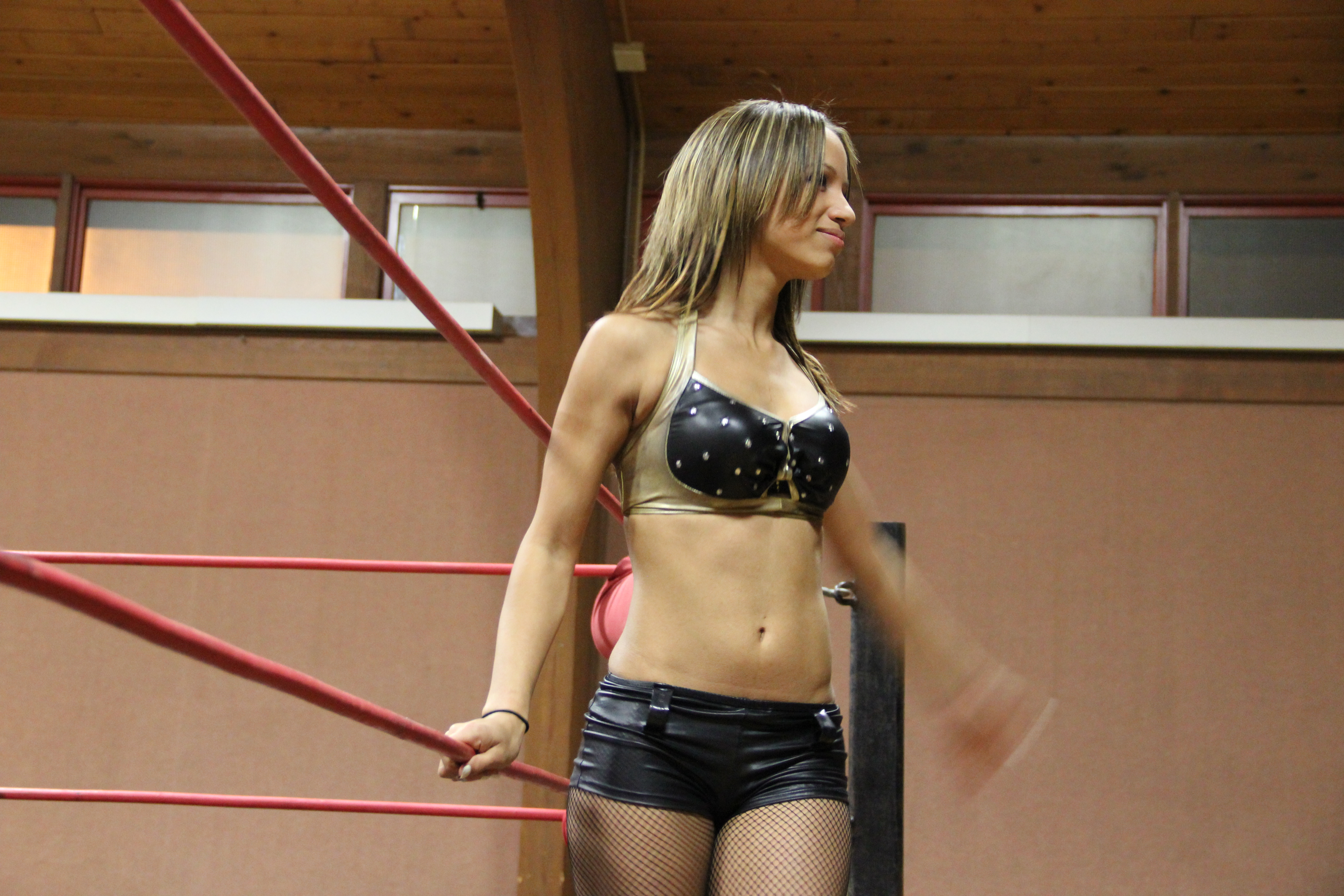
Mercedes en janvier 2012.

Kaester-Varnado s'entraîne pour devenir catcheuse à l'école de la Chaotic Wrestling, une fédération du Massachusetts. Elle fait ses débuts le 1er octobre 2010 dans un match par équipe intergenre, où elle fait équipe avec Nikki Roxx pour une défaite contre Alexxis et Danny E. Mercedes et Roxx forment rapidement une alliance, en s'associant régulièrement ensemble et en s'accompagnant l'un, l'autre. Le 22 octobre, Mercedes perd son premier match simple contre Danny E, et perd un match de revanche contre lui le 13 novembre.
Le 7 janvier 2011, Mercedes obtient son premier succès quand elle et Roxx battent Alexxis et Mistress Belmont dans un match par équipe. Le 11 février, Mercedes participe à un Gauntlet match de cinq femmes pour déterminer la Chaotic Wrestling Women's Champion inaugurale, mais en vain. Elle continue en compétition lors des matches en simple pendant le reste de l'année 2011 et le 2 décembre, Mercedes vainc Alexxis dans un « I Quit » match pour gagner le championnat féminin Chaotic Wrestling Women's Championship pour la première fois,,. Elle défend le titre début 2012, avec succès contre Barbie, Alexxis, et Roxx,,. Le 1er juin, Mercedes vainc Alexxis, Barbie et Mistress Belmont lors d'un fatal four–way match pour conserver le titre. Après sa victoire, Mercedes détient le plus long règne du Chaotic Wrestling Women's Champion en brisant le précédent record d'Alexxis de 182 jours. Le 18 août, le Women's Championship est déclaré vacant après que Mercedes signe un contrat avec la WWE[réf. nécessaire].

### World Wrestling Entertainment (2012-2022)

#### Débuts àNXTet championne deNXT(2012-2015)
Le 18 août 2012, elle signe officiellement avec la World Wrestling Entertainment.
Le 13 décembre à NXT, elle fait ses débuts dans le show jaune en tant que Face, sous le nom de Sasha Banks, dispute son premier match, mais perd face à Paige.
Le 11 septembre 2013 à NXT, elle reperd face à la Britannique. Après le combat, car elle attaque son adversaire et débute une nouvelle gimmick de The Boss.
Le 11 décembre 2014 à NXT TakeOver: R Evolution, elle ne remporte pas le titre féminin de NXT, battue par Charlotte.
Le 11 février 2015 à NXT TakeOver: Rival, elle devient la nouvelle championne de NXT en prenant sa revanche sur sa même adversaire, puis en battant Bayley et Becky Lynch dans un Fatal 4-Way match et remporte le titre pour la première fois de sa carrière.
Le 20 mai à NXT TakeOver: Unstoppable, elle conserve son titre en rebattant l'Irlandaise par soumission.
Le 22 août à NXT TakeOver: Brooklyn, elle ne conserve pas sa ceinture, battue par Bayley.
Le 7 octobre à NXT TakeOver: Respect, elle ne remporte pas la ceinture, rebattue par sa même adversaire dans un 30-Minute Iron Women match.

#### Débuts àRaw, Team B.A.D., quadruple championne deRawet championne par équipes avec Bayley (2015-2019)
Le 13 juillet à Raw, elle fait ses débuts dans le show rouge aux côtés de Naomi et Tamina en tant que Team B.A.D, puis les trois catcheuses provoquent une bagarre avec les deux autres trios féminins : P.C.B (Paige, Charlotte et Becky Lynch) et Bella (The Bella Twins et Alicia Fox). 6 soirs plus tard à Battleground, accompagnée de ses deux équipières, elle dispute son premier match, mais perd face à Charlotte dans un Triple Threat match qui inclut également Brie Bella. Le 23 août à SummerSlam, l'équipe B.A.D perd face à celle de P.C.B dans un Triple Threat Elimination Tag Team match qui inclut également l'équipe Bella.
Le 8 janvier 2016, elle souffre d'une rupture du ligament croisé antérieur du genou et doit s'absenter pendant dix-huit jours. Le 24 janvier au Royal Rumble, après la conservation du titre des Divas de Charlotte sur Becky Lynch, elle fait son retour de blessure et attaque les deux catcheuses. Le 1er février à Raw, elle bat The Irish Lass Kicker par disqualification et effectue un Face Turn, car ses désormais ex-partenaires du B.A.D se retournent contre elle, mais son adversaire lui prête main-forte. Le 21 février à Fastlane, Becky Lynch et elle battent Naomi et Tamina.

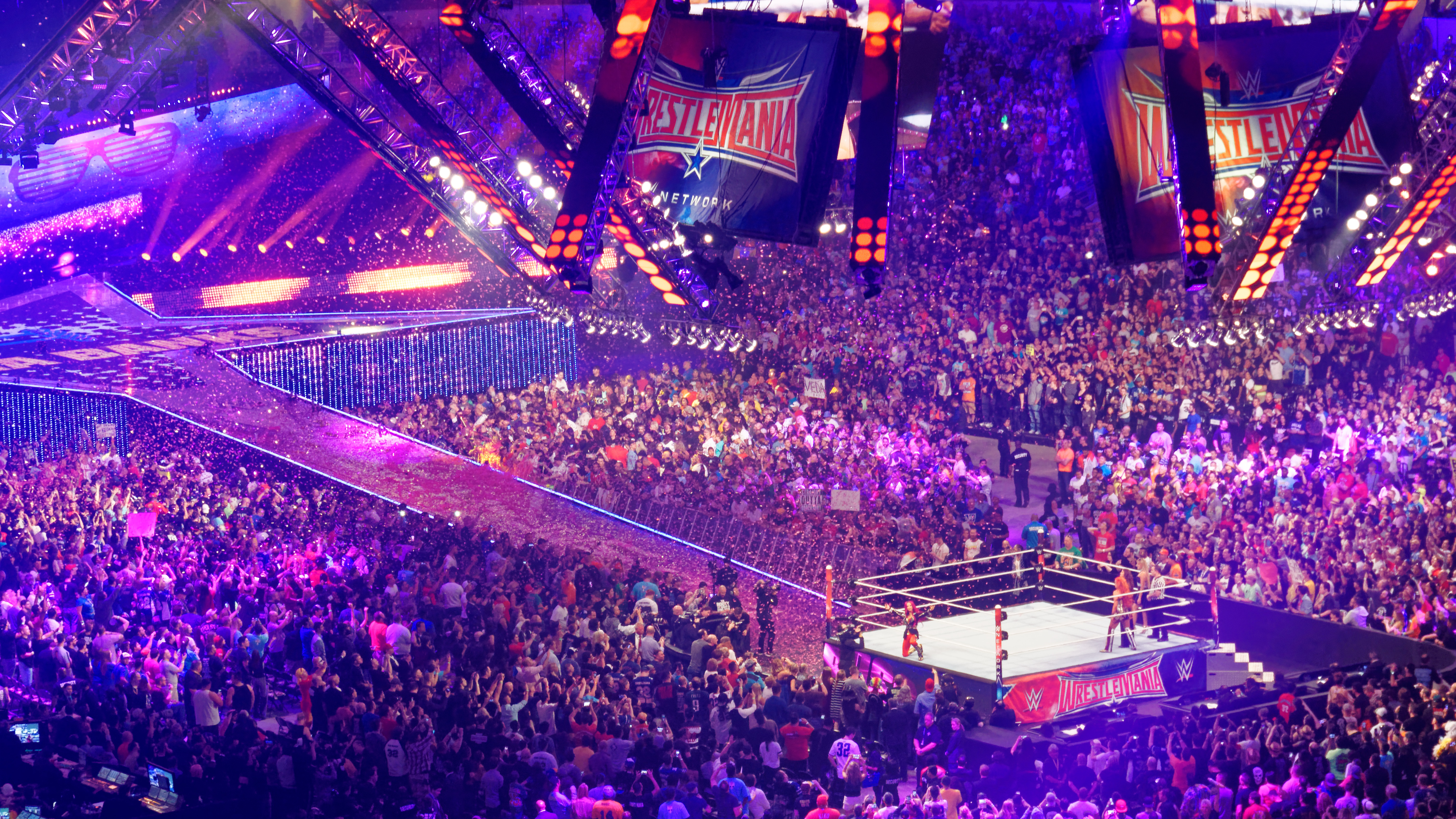
Sasha Banks monte sur le ring de WrestleMania pour la première fois (WrestleMania 32).

Le 3 avril à WrestleMania 32, elle ne devient pas la première championne de Raw, battue par Charlotte dans un Triple Threat match qui inclut également Becky Lynch.
Le 24 juillet à Battleground, Bayley et elle battent Dana Brooke et Charlotte. Le lendemain à Raw, elle devient la nouvelle championne de Raw en prenant sa revanche sur The Queen et remporte le titre pour la première fois de sa carrière. Le 21 août à SummerSlam, elle ne conserve pas sa ceinture, rebattue par sa même adversaire. Le 25 septembre à Clash of Champions, elle ne remporte pas la ceinture, rebattue par sa rivale dans un Triple Threat match, qui inclut également Bayley.
Le 3 octobre à Raw, elle redevient championne de Raw, pour la seconde fois, en rebattant Charlotte par soumission. Le 30 octobre à Hell in a Cell, elle ne conserve pas sa ceinture, rebattue par sa même opposante dans le tout premier Women's Hell in a Cell match de l'histoire. Le 20 novembre aux Survivor Series, l'équipe Raw, dont elle fait partie, bat celle de SmackDown dans le tout premier Women's 5-on-5 Traditional Survivor Series Elimination Tag Team match. 8 soirs plus tard à Raw, elle redevient championne de Raw, pour la troisième fois, en rebattant sa rivale par soumission dans un Falls Count Anywhere match. Le 18 décembre à Roadblock: End of the Line, elle ne conserve pas sa ceinture, rebattue par Charlotte Flair dans un 30-Minute Iron Women match (2-3).
Le 29 janvier 2017 lors du pré-show au Royal Rumble, elle perd face à Nia Jax. Le 5 mars à Fastlane, elle prend sa revanche sur la catcheuse samoane.
Le 2 avril à WrestleMania 33, elle ne remporte pas le titre féminin de Raw, battue par Bayley dans un Fatal 4-Way Elimination match qui inclut également Charlotte Flair et Nia Jax. Le 4 juin à Extreme Rules, Rich Swann et elle battent Noam Dar et Alicia Fox.
Le 9 juillet à Great Balls of Fire, elle bat Alexa Bliss par décompte extérieur, mais ne remporte pas la ceinture. Le 20 août à SummerSlam, elle redevient championne de Raw, pour la quatrième fois, en prenant sa revanche sur The Goddess. 8 soirs plus tard à Raw, elle ne conserve pas sa ceinture, rebattue par sa même adversaire. Le 24 septembre à No Mercy, elle ne remporte pas la ceinture, rebattue par sa même opposante dans un Fatal 5-Way Match, qui inclut également Bayley, Emma et Nia Jax.
Le 22 octobre lors du pré-show à TLC, elle bat Alicia Fox par soumission. Le 19 novembre aux Survivor Series, l'équipe Raw, dont elle fait partie, bat celle de SmackDown dans un Women's 5-on-5 Traditional Survivor Series Elimination Tag team match.

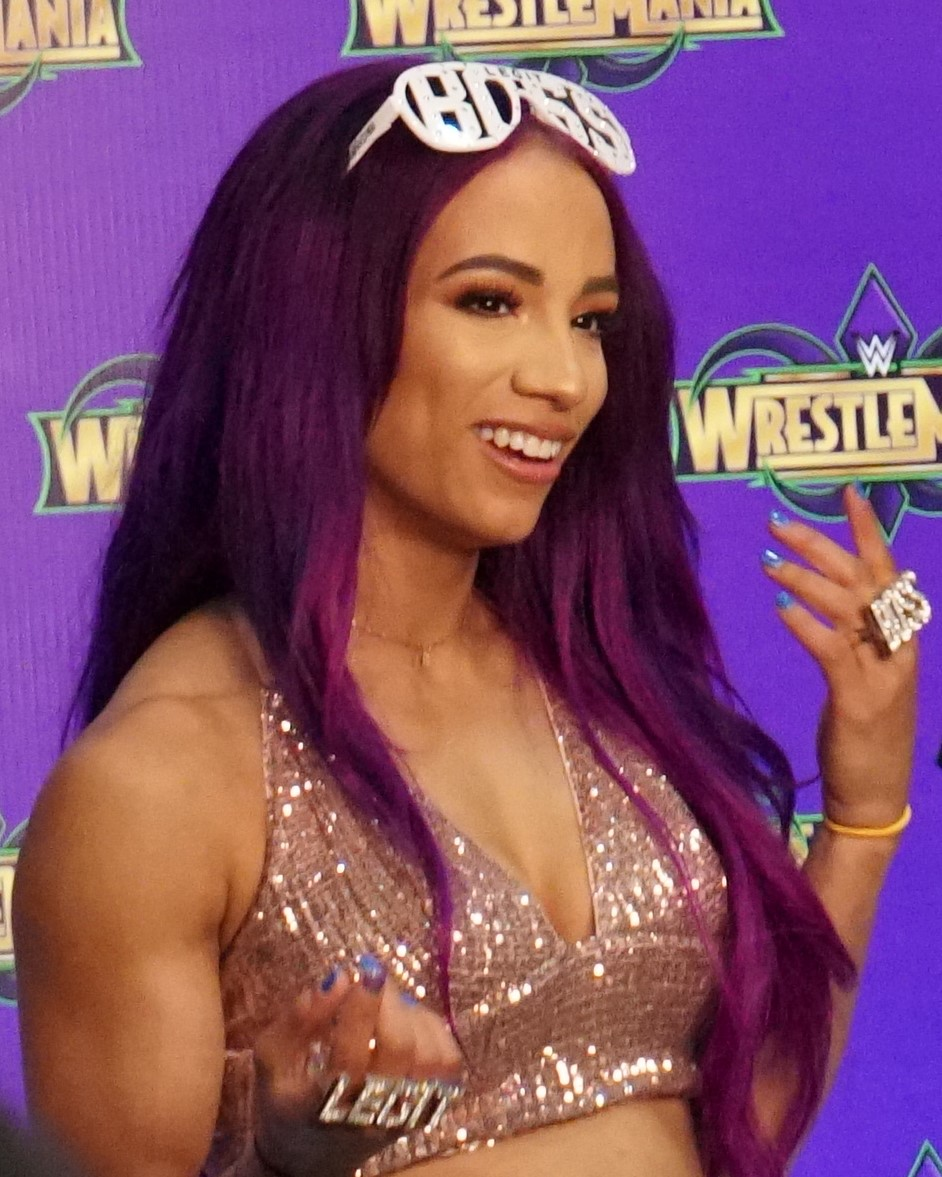
Sasha Banks en 2018.

Le 28 janvier 2018 au Royal Rumble, elle entre dans le tout premier Women's Royal Rumble match de l'histoire en première position, élimine Vickie Guerrero (avec l'aide de Becky Lynch, Michelle McCool et Ruby Riott), Bayley et Trish Stratus avant d'être elle-même éliminée par les Bella Twins après 50 minutes de match. Le 25 février à Elimination Chamber, elle ne remporte pas le titre féminin du show rouge, battue par Alexa Bliss dans le tout premier Women's Elimination Chamber match de l'histoire qui inclut également Bayley, Mickie James, Mandy Rose et Sonya Deville. Le 27 février lors de Mixed Match Challenge, Finn Bálor et elle perdent face à The Miz et Asuka. Le 27 mars lors de Mixed Match Challenge, l'équipe est repêchée par le vote du public, mais est ré-éjectée du tournoi après avoir perdu face à Bobby Roode et Becky Lynch.
Le 8 avril lors du pré-show à WrestleMania 34, elle ne remporte pas la première Women's Battle Royal, gagnée par Naomi. Le 17 juin à Money in the Bank, elle ne remporte pas la mallette, gagnée par Alexa Bliss.
Le 23 juillet à Raw, après des semaines de conflit, les tensions entre Bayley et elle semblent se calmer puisque, ensemble, elles battent Samantha Simon et Karen Lundy (deux catcheuses locales) par soumission. Après le match, elles se réconcilient avec un câlin.
Le 28 octobre à Evolution, Natalya et elles battent le Riott Squad dans un 6-Women Tag Team match. Le 18 novembre aux Survivor Series, l'équipe Raw, dont elles font partie, bat celle de SmackDown dans un Women's 5-on-5 Traditional Survivor Series Elimination Tag Team match.
Le 27 janvier 2019 au Royal Rumble, elle ne remporte pas le titre féminin de Raw, battue par Ronda Rousey. Le 18 février à Elimination Chamber, Bayley et elle deviennent les premières championnes par équipes de l'histoire en battant Fire & Desire (Mandy Rose et Sonya Deville), le Riott Squad (Liv Morgan et Sarah Logan), Nia Jax et Tamina et The Fabulous Glow (Naomi et Carmella) dans un Women's Elimination Chamber Tag Team match. Le 10 mars à Fastlane, elles conservent leurs titres en rebattant les catcheuses samoanes.
Le 7 avril à WrestleMania 35, elles ne conservent pas leurs ceintures, battues par les IIconics dans un Fatal 4-Way Tag Team match qui inclut également les Divas of Doom, Nia Jax et Tamina.
Le 12 août à Raw, elle fait son retour dans le show rouge après 4 mois d'absence, réconforte Natalya en lui faisant un câlin lorsque cette dernière parle tristement du premier anniversaire de la mort de son père, puis effectue un Heel Turn, car elle la frappe au visage et dévoile également ses nouveaux cheveux bleus (son ancienne coiffure était une perruque). Becky Lynch vient en aide à la catcheuse canadienne, mais elle la tabasse à son tour à coups de chaise,. Le 2 septembre à Raw, elle fait gagner Bayley et la catcheuse irlandaise face à Alexa Bliss et Nikki Cross par disqualification, car elle attaque la championne du show rouge. Alors qu'elle tabasse cette dernière à coups de chaise, la championne de SmackDown lui enlève la chaise des mains, effectue un Tweener Turn en tabassant également The Man avec l'objet, puis reforme The Boss'n'Hug Connection avec elle. Le 15 septembre à Clash of Champions, elle bat Becky Lynch par disqualification, car son adversaire frappe accidentellement l'arbitre avec une chaise, mais ne remporte pas la ceinture du show rouge.
Le 6 octobre à Hell in a Cell, elle ne remporte pas la ceinture, rebattue par sa même adversaire dans un Hell in a Cell match. 

#### Draft àSmackDown, Golden Role Models, championne deSmackDown, par équipes avec Naomi et départ (2019-2022)
5 soirs plus tard à SmackDown, lors du Draft, elle est annoncée être officiellement transférée au show bleu par Stephanie McMahon. Le 24 novembre aux Survivor Series, l'équipe SmackDown, dont elle fait partie, perd face à celle de NXT dans un Women's 5-on-5 Traditional Survivor Series Triple Threat Elimination Tag Team match qui inclut également l'équipe Raw.
Le 5 avril 2020 à WrestleMania 36, elle ne remporte pas le titre féminin de SmackDown, battue par Bayley dans un Fatal 5-Way Elimination match qui inclut également Lacey Evans, Naomi et Tamina. Le 5 juin à SmackDown, Bayley et elle redeviennent championnes par équipes, pour la seconde fois, en battant Alexa Biss et Nikki Cross. Le 14 juin à Backlash, elles conservent leurs titres en rebattant leurs mêmes adversaires et en prenant leur revanche sur les IIconics dans un Triple Threat Tag Team match.
Le 19 juillet à Extreme Rules, son match face à Asuka se termine de manière controversée en match nul, car son adversaire asperge accidentellement l'arbitre du combat avec du Green Mist, remplacé par sa partenaire qui effectue elle-même le compte de trois en sa faveur et fait terminer la rencontre de manière controversée. Le 27 juillet à Raw, elle redevient officiellement championne de Raw, pour la cinquième fois, en battant la catcheuse japonaise par décompte extérieur, aidée par Bayley qui attaque la partenaire de son adversaire dans les coulisses. Les deux catcheuses deviennent également les premières à détenir les titres féminins des deux divisions et les titres féminins par équipes. Le 23 août à SummerSlam, elle ne conserve pas sa ceinture, battue par sa même adversaire par soumission. Le 30 août à Payback, Bayley et elle ne conservent pas leurs ceintures, battues par Nia Jax et Shayna Baszler par soumission. Le 4 septembre à SmackDown, elles ne remportent pas les ceintures, rebattues par leurs même adversaires. Après le combat, Bayley met officiellement fin à leur alliance, l'attaque sur sa jambe gauche blessée, la tabasse et lui porte une Guillotine avec une chaise de la seconde corde. Elle est évacuée sur civière et transportée en ambulance à l'hôpital.
Le 27 septembre à Clash of Champions, après la défaite de Bayley face à Asuka pour le titre féminin de SmackDown par disqualification, elle effectue un Face Turn, car elle attaque sa ex-coéquipière et la contraint à s'enfuir.
Le 25 octobre à Hell in a Cell, elle devient la nouvelle championne de SmackDown en battant son ancienne amie dans un Hell in a Cell match, remporte le titre pour la première fois de sa carrière, devient également la 4e Triple Crown Champion et la 3e Grand Slam Champion. Le 22 novembre aux Survivor Series, elle bat la championne de Raw, Asuka, dans un Champion vs. Champion match. Le 20 décembre à TLC, elle conserve son titre en battant Carmella.
Le 31 janvier 2021 au Royal Rumble, elle conserve son titre en rebattant sa même adversaire. Le 21 février à Elimination Chamber, Bianca Belair et elle ne remportent pas les titres féminins par équipes, battues par Shayna Baszler et Nia Jax. Le 26 février à SmackDown, The EST of WWE la choisit officiellement comme adversaire pour WrestleMania 37. Le 21 mars à Fastlane, les deux catcheuses ne remportent pas les ceintures, rebattues par leurs mêmes adversaires.
Le 10 avril à WrestleMania 37, elle ne conserve pas sa ceinture, battue par Bianca Belair.
Le 30 juillet à SmackDown, elle fait son retour et vient en aide à Bianca Belair, attaquée par Carmella et Zelina Vega. Plus tard dans la soirée, les deux catcheuses battent leurs adversaires. Après le combat, elle effectue un Heel Turn, car elle porte un Backstabber sur le dos de sa désormais ex-partenaire. Le 26 septembre à Extreme Rules, elle intervient dans le match entre Becky Lynch et sa rivale pour le titre féminin de SmackDown et fait gagner la seconde par disqualification, mais permet à la première de conserver sa ceinture.
Le 21 octobre à Crown Jewel, elle ne remporte pas la ceinture, battue par la catcheuse irlandaise dans un Triple Threat match qui inclut également Bianca Belair. Le 29 octobre à SmackDown, elle effectue un Face Turn, car elle confronte Charlotte Flair et soutient Shotzi dans son match face à The Queen. Après le combat, elle aide la seconde catcheuse à se relever, mais cette dernière effectue un Heel Turn et l'attaque. Le 21 novembre aux Survivor Series, l'équipe SmackDown, dont elle fait partie, perd face à celle de Raw dans un Women's 5-on-5 Traditional Survivor Series Elimination Tag Team match.
Le 2 janvier 2022 lors d'un Live Event, elle se blesse le genou pendant son match face à Charlotte Flair et doit s'absenter pendant 6 à 8 semaines. Le 29 janvier au Royal Rumble, elle fait son retour, entre dans le Women's Royal Rumble match en première position, élimine Melina et Kelly Kelly avant d'être elle-même éliminée par Queen Zelina après 9 minutes de match.
Le 3 avril à WrestleMania 38, Naomi et elle deviennent les nouvelles championnes par équipes de la WWE en battant Carmella, Queen Zelina, Liv Morgan, Rhea Ripley, Natalya et Shayna Baszler dans un Fatal 4-Way Tag Team match. Elle remporte les titres pour la troisième fois et sa partenaire pour la première fois de sa carrière. Le 20 mai à SmackDown, Michael Cole annonce qu'elles sont suspendues indéfiniment par la compagnie. En effet, en début de semaine à Raw, les deux catcheuses ont refusé de participer à un 6-Pack Challenge pour déterminer l'aspirante no 1 au titre féminin de Raw à Hell in a Cell, où il avait été prévu qu'elles s'affrontent pour que l'une d'entre elles devienne la chalengeuse. Comme elle ne se sentent pas respectées en tant que championnes, elles abandonnent les ceintures par équipes sur le bureau de John Laurinatis qui sont devenus vacants.
Le 4 janvier 2023, il a finalement été découvert que, malgré des vaines semaines de négociations, elle a été renvoyée de la compagnie un mois plus tard, soit le 16 juin.

### New Japan Pro-Wrestling (2023-...)
Le 4 janvier 2023 à Wrestle Kingdom 17, elle fait ses débuts à la New Japan Pro-Wrestling, sous le nom de Mercedes Moné, attaque KAIRI, devenue nouvelle championne de l'IWGP en battant Tam Nakano, et la défie pour son titre à Battle in the Valley. Le 18 février à Battle in the Valley, elle devient la nouvelle championne en battant la catcheuse japonaise et remporte le titre pour la première fois de sa carrière. Après le combat, elles se serrent la main, se font un câlin et son adversaire lui attache la ceinture autour des hanches.
Le 23 avril 2023 à Stardom All Star Grand Queendom, elle ne conserve pas sa ceinture, battue par Mayu Iwatani. Le 21 mai à Resurgence, elle participe au tournoi pour le championnat féminin Strong, bat Stephanie Vaquer en demi-finale, mais ne devient pas la championne inaugurale, battue par Willow Nightingale en finale.
Le 30 juin 2024 à Forbidden Door, elle conserve son titre TBS et devient la nouvelle championne Strong en battant Stephanie Vaquer dans un Winner Takes All match, remporte le titre pour la première fois de sa carrière et, de ce fait, devient double championne. Après le combat, Dr Britt Baker D.M.D fait son retour et la confronte. 
Le 30 août à Capital Collision, elle conserve son titre en battant Momo Watanabe par soumission.
Le 4 janvier 2025 à Wrestle Dynasty, elle conserve son titre et devient la nouvelle championne britannique incontestée de la RevPro en battant Mina Shirakawa dans un Winner Takes All match, remporte le titre pour la première fois et, de ce fait, devient quadruple championne.
Le 9 mai à Resurgence, elle ne conserve pas sa ceinture, battue par AZM dans un 3-Way match qui inclut également sa même adversaire.

### All Elite Wrestling (2024-...)
Le 13 mars 2024 à Dynamite: Big Business, elle fait ses débuts à la All Elite Wrestling et une promo, dans laquelle elle remercie ses fans pour leur soutien depuis deux ans et pour tous les moments vécus. À la fin de la soirée, elle vient en aide à Willow Nightingale, attaquée par Julia Hart et Skye Blue. Le soir même, elle signe officiellement avec la compagnie.
Le 26 mai à Double or Nothing, elle dispute son premier match, devient la nouvelle championne TBS en prenant sa revanche sur Willow Nightingale et remporte le titre pour la première fois de sa carrière. Le 30 juin à Forbidden Door, elle conserve son titre et devient la nouvelle championne Strong de la NJPW en battant Stephanie Vaquer dans un Winner Takes All match, remporte le titre pour la première fois de sa carrière et, de ce fait, devient double championne. Après le combat, Dr Britt Baker D.M.D fait son retour et la confronte.
Le 3 juillet à Dynamite: Beach Break, elle effectue un Heel Turn, car elle est félicitée par les Young Bucks pour sa victoire au précédent PPV, interrompt le speech de la dentiste et la provoque. Le 24 juillet à Dynamite: Blood & Guts, elle s'allie officiellement avec Kamille qui fait ses débuts dans la compagnie et attaque Dr Britt Baker D.M.D. Le 25 août à All In, elle conserve son titre en battant cette dernière. Treize soirs plus tard à All Out, elle conserve son titre en battant Hikaru Shida.
Le 23 novembre à Full Gear, elle conserve son titre en battant Kris Statlander. 4 soirs plus tard à Dynamite, The Brickhouse effectue son premier Face Turn et met officiellement fin à son alliance avec elle.
Le 4 janvier 2025 à Wrestle Dynasty, elle conserve sa ceinture Strong de la NJPW et devient la nouvelle championne britannique incontestée de la RevPro en battant Mina Shirakawa dans un Winner Takes All match, remporte le titre pour la première fois et, de ce fait, devient quadruple championne. Le 9 mars à Revolution, elle conserve son titre en battant Momo Watanabe par soumission. 
Le 6 avril à Dynasty, elle bat Julia Hart en quart de finale du tournoi Owen Hart Foundation féminin. Le 25 mai à Double or Nothing, elle remporte le tournoi en battant Jamie Hayter en finale et devient aspirante no 1 à la ceinture mondiale féminine à All In. Le 18 juin à Grand Slam Mexico, elle devient la nouvelle championne du monde de la CMLL en battant Zeuxis, remporte le titre pour la première fois de sa carrière et, de ce fait, redevient quadruple championne.
Le 12 juillet à All In, elle ne remporte pas la ceinture mondiale, battue par "Timeless" Toni Storm, et subit sa première défaite.

## Vie privée
- Elle est la cousine du rappeur américain Snoop Dogg[108]. Elle est aussi la cousine du producteur de musique Daz Dillinger et des chanteurs Brandy Norwood et Ray J[réf. nécessaire].
- Depuis août 2016, elle est mariée à Sarath Ton, catcheur et designer de costumes pour la WWE[109]. Le 1er août 2024, elle annonce être officiellement divorcée après 8 ans de mariage[110].

## Palmarès
- Chaotic Wrestling (en)

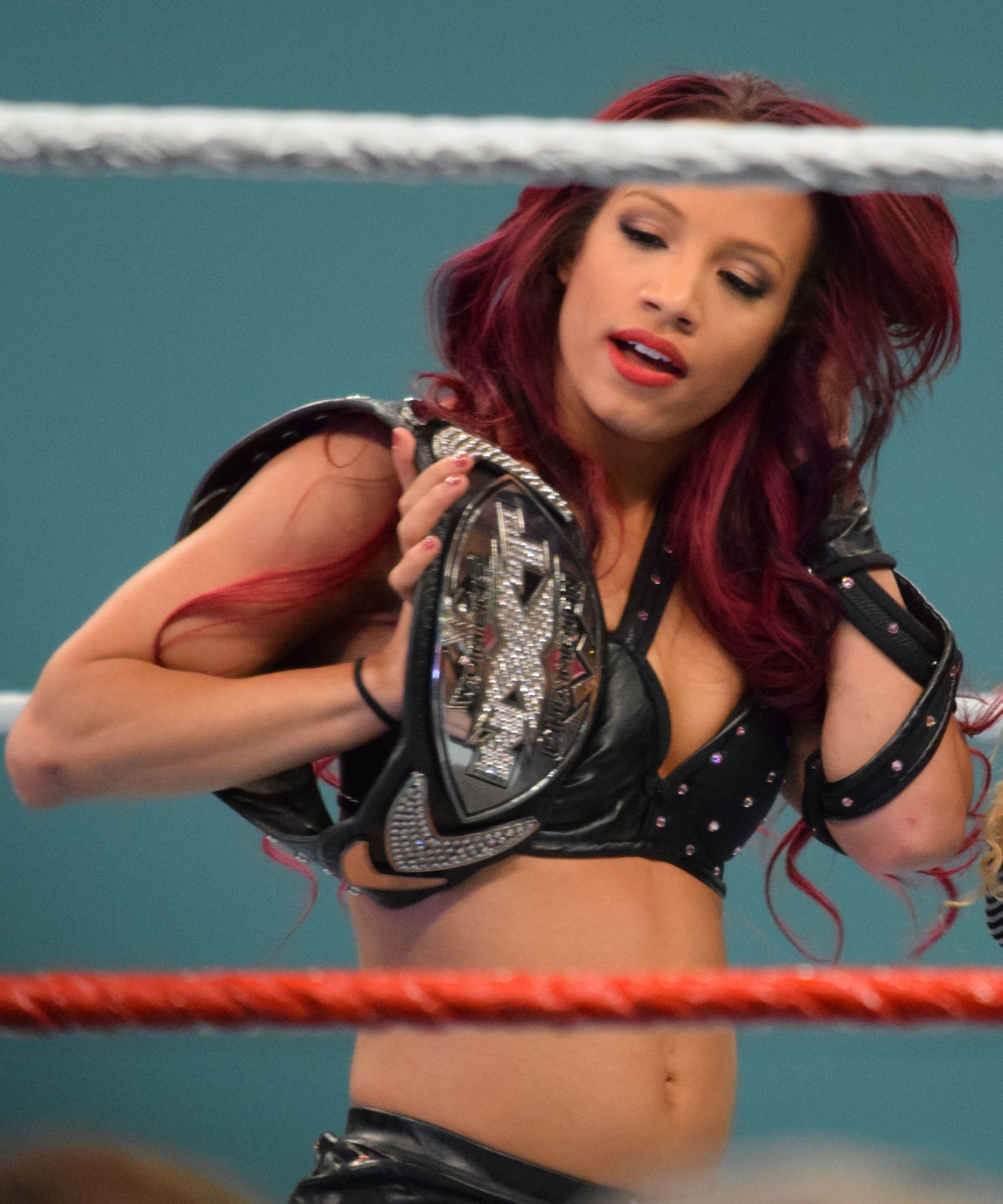
Sasha Banks avec le NXT Women's Championship en 2015.

  - 1 fois Chaotic Wrestling Women's Champion

- Independant Wrestling Entertainment
  - 1 fois IWE Women's Champion

- Ring Wars Carolina
  - 1 fois RWC No Limitz Champion[1]

- Prime Time Wrestling
  - 1 fois PTW Women's Champion (première championne) (actuelle)

- BestYa Wrestling
  - 1 fois BestYa Women's Champion (première championne) (actuelle)

- European Wrestling Association
  - 1 fois EWA Women's Champion (actuelle)

- Consejo Mundial de Lucha Libre (CMLL)
  - 1 fois Championne du Monde de la CMLL (actuelle)

- Revolution Pro Wrestling (en)
  - 1 fois Undisputed British Women's Championship (en) (actuelle)

- All Elite Wrestling (AEW)
  - 1 fois Championne TBS de l'AEW (actuelle)
  - Vainqueure de la Women's Owen hart cup (2025)

- New Japan Pro Wrestling (NJPW)
  - 1 fois Championne de l'IWGP
  - 1 fois Championne Strong

- World Wrestling Entertainment (WWE/NXT)
  - 5 fois Championne de Raw de la WWE
  - 1 fois Championne de SmackDown de la WWE
  - 1 fois Championne de la NXT
  - 3 fois Championne par équipe de la WWE - avec Bayley (2) et Naomi (1) (et première championne avec Bayley)
  - Vainqueur du Elimination Chamber match (2019) - avec Bayley
  - 4e Triple Crown Women's Champion de la WWE
  - 3e Grand Slam Women's Champion de la WWE

## Récompenses des magazines
- Pro Wrestling Illustrated
  - Match de l'année (2015) - contre Bayley dans un Iron Woman match à NXT Takeover: Respect.
  - Femme de l'année (2015)
  - Catcheuse de l'année (Female Superstar of the Year)

| Année | 2015 | 2016 | 2017 | 2018 | 2019 | 2020 | 2021 | 2022 |
| ----- | ---- | ---- | ---- | ---- | ---- | ---- | ---- | ---- |
| Rang  | 3    | 2    | 4    | 14   | 14   | 5    | 6    | 26   |

## Filmographie

### Cinéma
- 2023 : The Collective (en) : Nikita

### Série télévisée
- 2020 : The Mandalorian : Koska Reeves